# Psoralea ramulosa
Psoralea ramulosa är en ärtväxtart som beskrevs av Auct. Psoralea ramulosa ingår i släktet Psoralea och familjen ärtväxter. Inga underarter finns listade i Catalogue of Life.